# Pseudocurimata troschelii
Pseudocurimata troschelii es una especie de peces de la familia Curimatidae en el orden de los Characiformes.

## Morfología
Los machos pueden llegar alcanzar los 15,5 cm de longitud total.

## Hábitat
Vive en zonas de clima tropical.

## Distribución geográfica
Se encuentran en Sudamérica: ríos Zarumilla y  Tumbes al norte del Perú, y ríos que desembocan en el Golfo de Guayaquil.